# Gácsfalu
Gácsfalu (szlovákul: Stará Halič) község Szlovákiában, a Besztercebányai kerületben, a Losonci járásban.

## Fekvése
Losonctól 8 km-re északnyugatra, a Tugári-patak partján fekszik.

## Története
A település a 13. században keletkezett a gácsi uradalom területén. 1350-ben "Gaach" alakban említik először. Ekkor építtette birtokosa, Losonczi Tamás a máig fennálló gótikus templomot. A 15. század közepétől a szomszédos Gács várának szolgálófaluja volt, sorsa szorosan összefonódott a váréval. A husziták foglalták el, de 1467-ben Hunyadi Mátyás visszaszerezte és újra a Losonczi családé lett. 1552-ben Temesvár török ostromakor elesett a család utolsó férfi tagja, Losoczi István. Tekintélyes birtokait lánya, Anna örökölte, aki Forgách Zsigmondhoz ment nőül. Ettől kezdve a Forgách család birtoka. A 17. század végén Thököly kurucai szállták meg, majd a Rákóczi-szabadságharc alatt a császári csapatok dúlták fel. 1763-ban vásártartási jogot kapott. 1828-ban 82 házában 547 lakos élt, akik mezőgazdasággal, fuvarozással, halászattal foglalkoztak.
Vályi András szerint "GÁCSFALVA. Elegyes falu Nógrád Vármegyében, földes Ura Gróf Forgách Uraság, lakosai katolikusok, fekszik Gáts Városa mellett, ’s töle Tugár vize által választatik, mély tavakat is formál, lakosai fával kereskednek, határja gazdag, réttye, legelője, fája elég, eladásra is meglehetős módgya van, első Osztálybéli."
Fényes Elek szerint "Gácsfalva, (Sztara-Halics), tót falu, Nógrád vmegyében, a gácsi vár tövében, kies völgytorkolatban, legszebb rétek közepette. Határa 3300 hold, mellyből urbéri belsőség 27, szántó 720, rét 180, urasági beltelek 55, szántó 610, rét 88, erdő 1620 hold. Földje agyagos, vadvizes; lakosai nagyobb részt fuvarozással és szarvasmarha-tenyésztéssel foglalkoznak. Lakja 703 kath. A helységen keresztülfolyik a Tugár pataka, melly Gácson a gyári munkákra használtatván, Losonczon alul az Ipolyba szakad. Van itt egy igen régi rom. kath. templom, mellette egy nagy, egészen fából minden vas nélkül készült harangláb. Birják gr. Forgách Antal és Forgách János örökösei."
A trianoni békeszerződésig területe Nógrád vármegye Gácsi járásához tartozott.

## Népessége
| Év:            | 1994. | 2004.   | 2014.   | 2024.   |
| -------------- | ----- | ------- | ------- | ------- |
| Emberek száma: | 635   | 667     | 685     | 662     |
| Eltérés:       |       | +5,03 % | +2,69 % | -3,35 % |

| Év:            | 2023. | 2024.   |
| -------------- | ----- | ------- |
| Emberek száma: | 645   | 662     |
| Eltérés:       |       | +2,63 % |

1910-ben 722, túlnyomórészt szlovák anyanyelvű lakosa volt.
2001-ben 684 lakosából 636 szlovák volt.
2011-ben 656 lakosából 570 szlovák volt.

## Nevezetességei

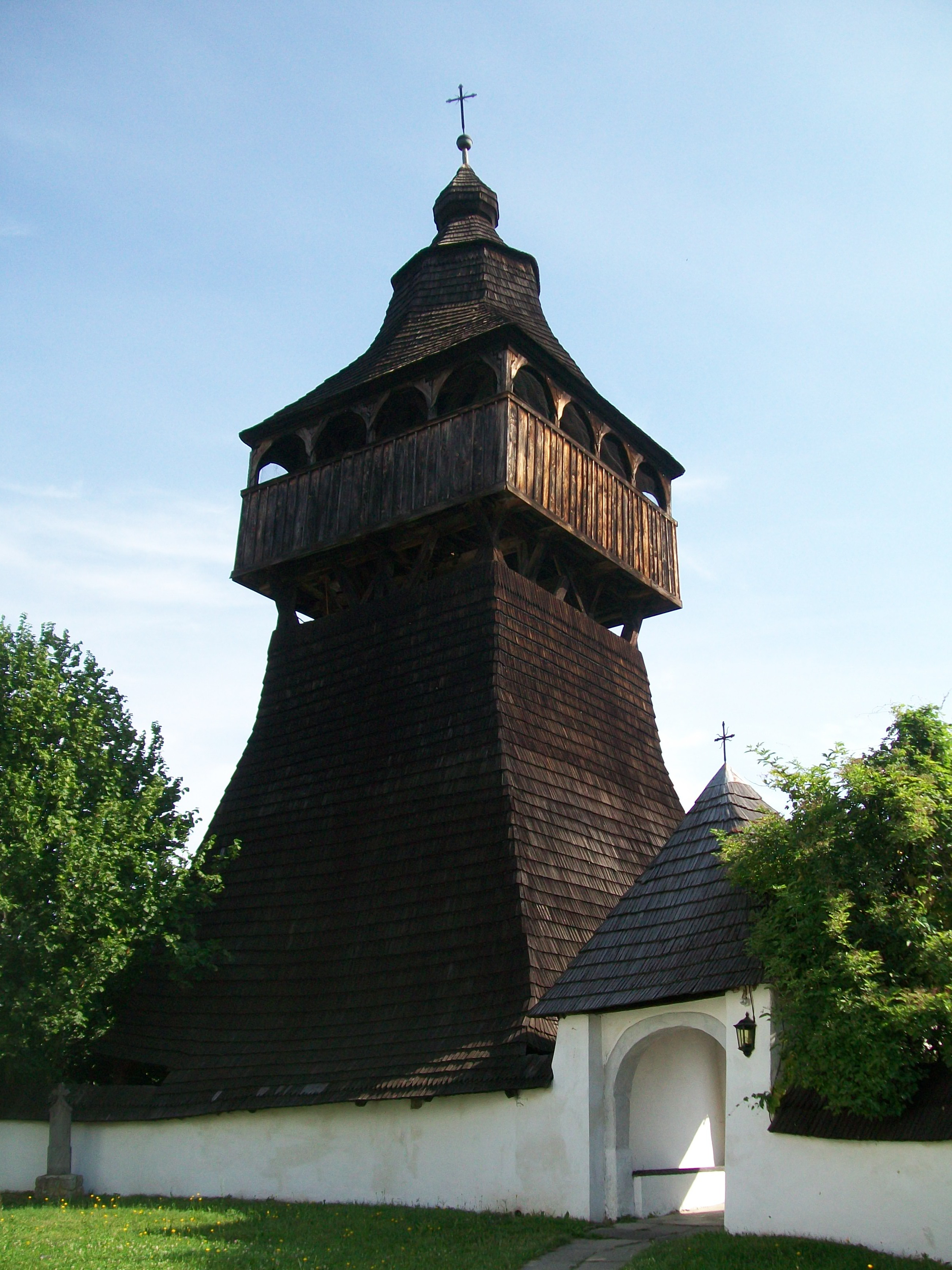
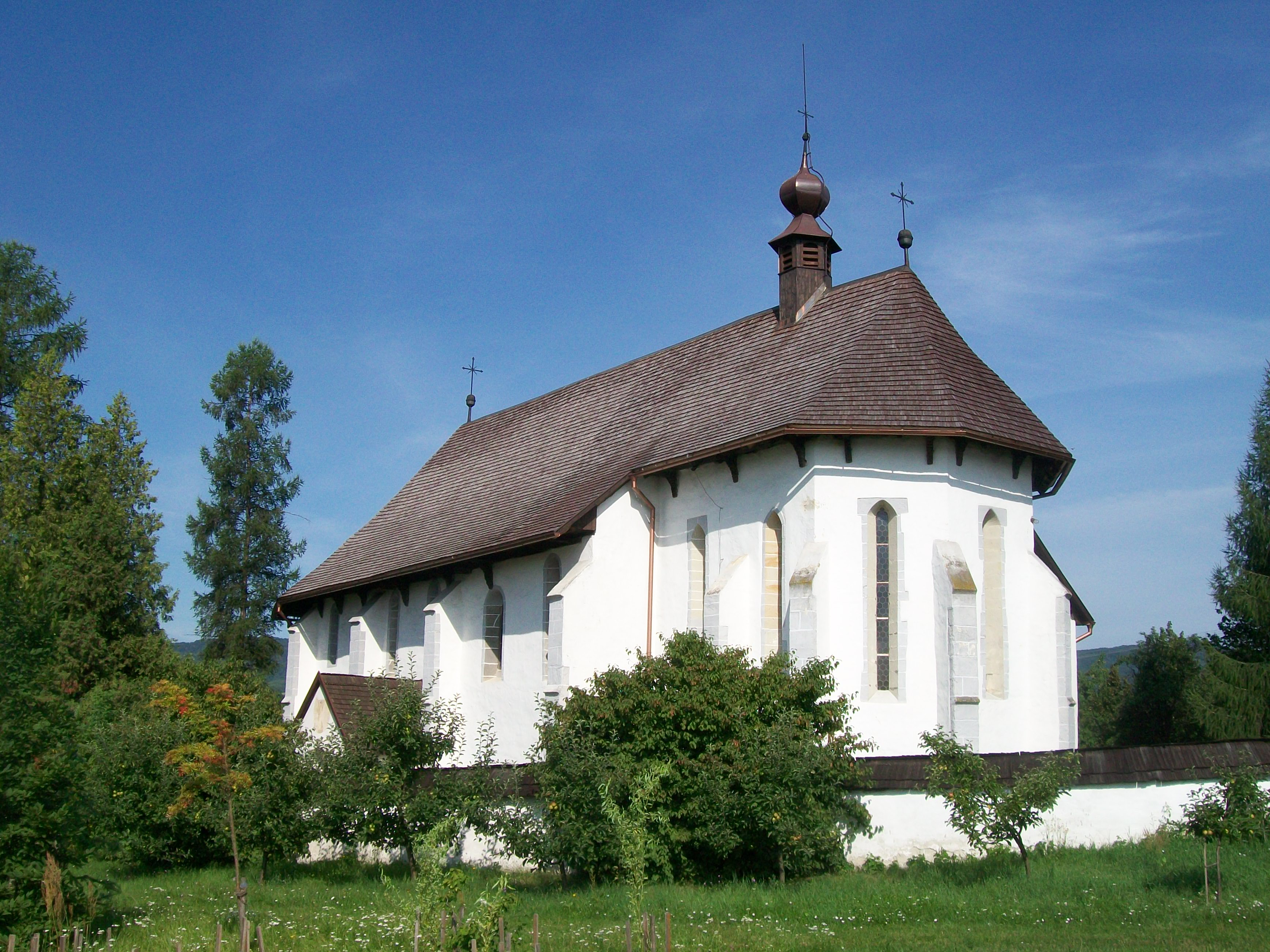
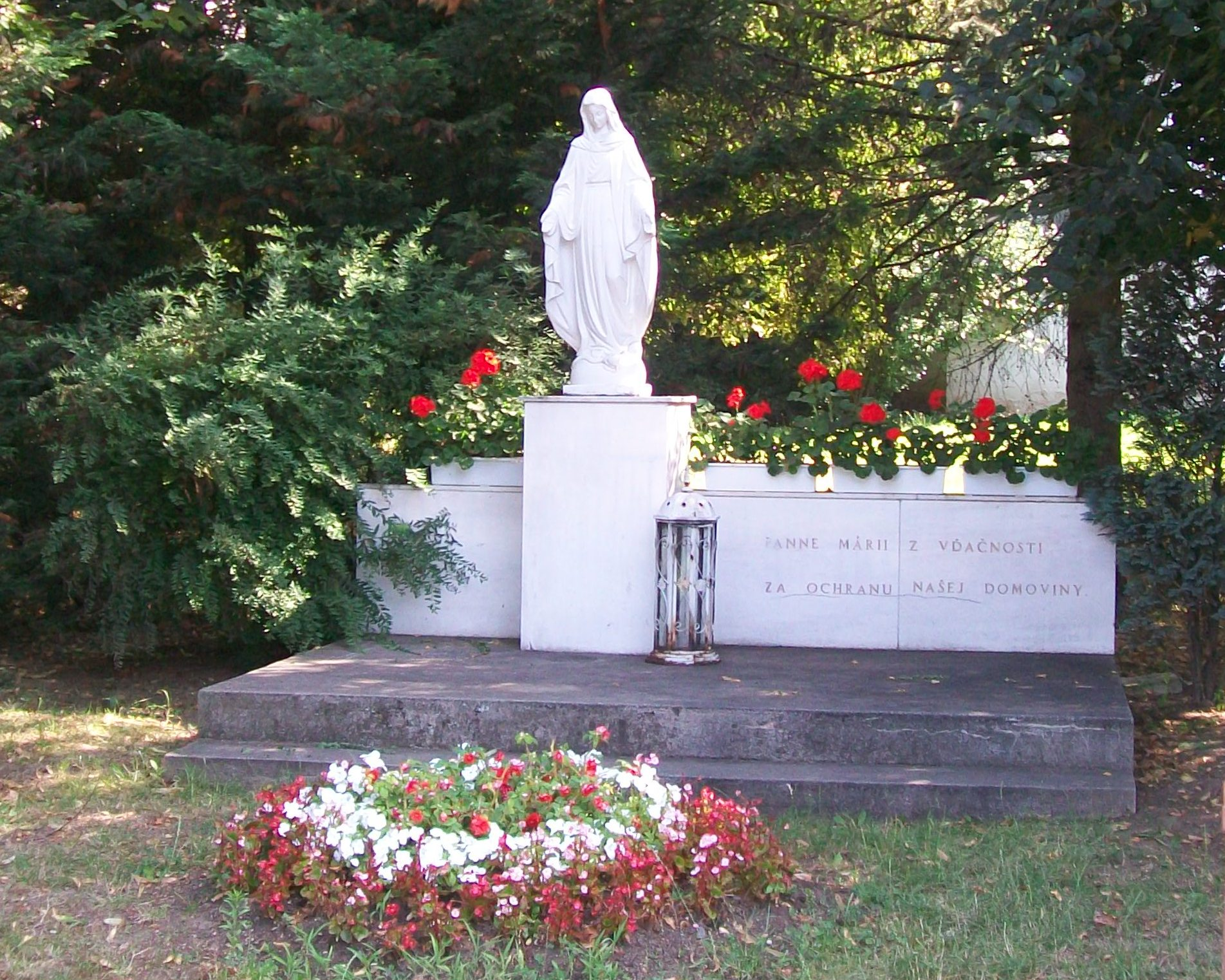
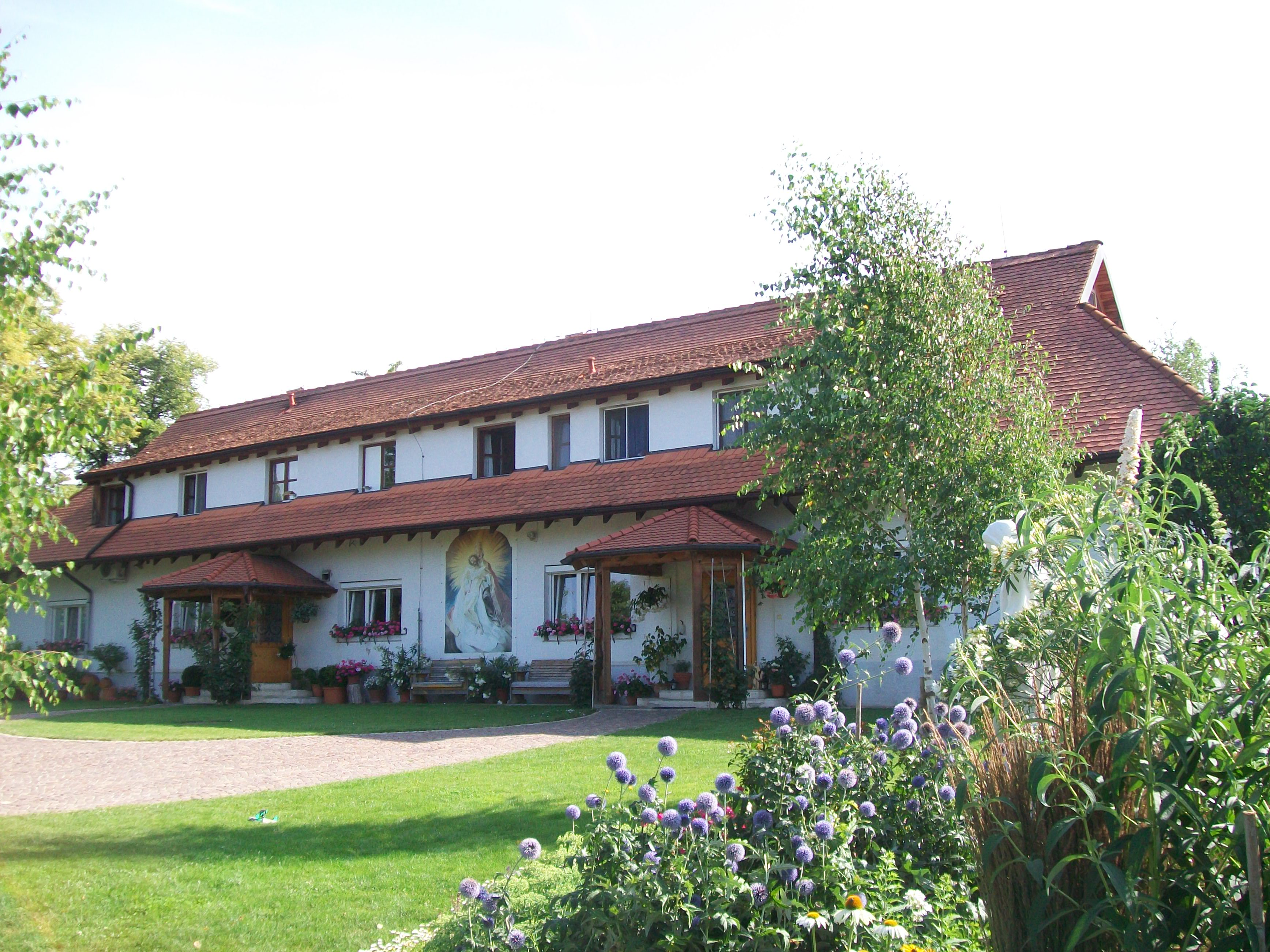

- Szent György tiszteletére szentelt 14. századi gótikus temploma, mellette egy 1673-ban épült reneszánsz, fa harangtoronnyal.

## Külső hivatkozások
- Községinfó
- Gácsfalu Szlovákia térképén
- E-obce.sk